# Goujon fimbriate
Espèce
Synonymes
- Eleotris fimbriatus Weber, 1907 (basionyme)[1]

Statut de conservation UICN

 LC  : Préoccupation mineure
Le Goujon fimbriate (Oxyeleotris fimbriata) est une espèce de poissons téléostéens, originaire des eaux douces de Nouvelle-Guinée et d'Australie.
Cette espèce de gobies dormeurs peut atteindre une longueur standard de 16 cm à 18 cm, bien que la plupart ne dépassent pas 10 cm.

## Répartition
Ce taxon se rencontre dans les pays suivants : Australie, Indonésie, Papouasie-Nouvelle-Guinée.

## Taxonomie
Le nom valide complet (avec auteur) de ce taxon est Oxyeleotris fimbriata (Weber, 1907).
Oxyeleotris fimbriata a pour synonymes :
- Eleotris fimbriatus Weber, 1907
- Oxyeleotris fimbriatus (Weber, 1907)

## Publication originale
- Weber, M. (1907). Süsswasserfische von Neu-Guinea. Ein Beitrag zur Frage nach dem früheren Zusammenhang von Neu-Guinea und Australien. In: Wichmann, A. (ed.): Nova Guinea. Résultats de l'expédition scientifique Néerlandaise à la Nouvelle-Guinée en 1903. E. J. Brill, Leiden. v. 5 (Zool.) pt 2: 201-267, Pls. 11-13.